# Decker
Predefinição:Info/Localidade dos Estados Unidos nome nativo:Decker ( nome nativo em cheyenne  é Tse-ho'hamo'tâ-hohtóva-mâheo'o) é uma comunidade não incorporada no condado de Big Horn, no estado de Montana, nos Estados Unidos.Decker fica localizada ao longo da Secondary Highway 314, a cerca de 25 quilómetros de Sheridan. Decker possui uma estação de correios com o código zip 59025. A comunidade tem uma escola com apenas uma sala de aula, a Spring Creek School e é uma das 200 escolas públicas com apenas uma sala de aula em todos os Estados Unidos.

## Clima
De acordo com a Classificação climática de Köppen-Geiger, Decker um clima semiárido, abreviado "BSk" nos mapas climatológicos.